# Carl Stearns Clancy

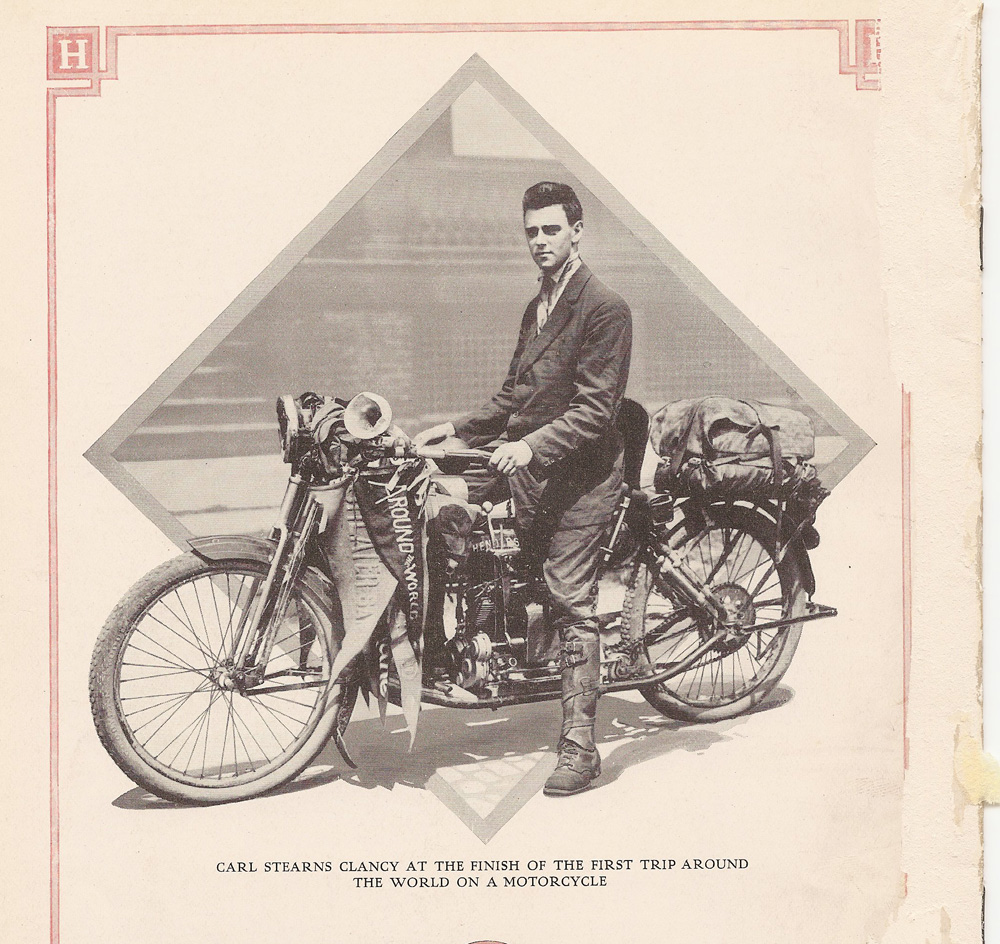
Mit einem Henderson-Motorrad von 1912 umrundete Clancy die Welt

Carl Stearns Clancy (* 8. August 1890 in Epping, Rockingham County, New Hampshire; † Januar 1971 in Alexandria, Virginia) war ein amerikanischer Autor, Regisseur, Filmproduzent und Abenteurer. Er unternahm zusammen mit Walter Storey die erste Weltumrundung auf einem Motorrad.

## Leben
Carl Clancys Vater stammte aus Irland, seine Mutter aus Massachusetts. Carl wuchs in Massachusetts auf, arbeitete als Werbetexter, heiratete 1916 in Kalifornien und zog später nach New York. Von 1922 bis 1928 war er Regisseur und Produzent von 13 Filmen mit Will Rogers und schrieb Drehbücher. Außerdem verfasste er zwei Sachbücher.
Im Herbst 1912 kündigte er in der Zeitschrift Bicycle World and Motorcycle Review an, gemeinsam mit Walter Storey erstmals eine Weltumrundung auf dem Motorrad zu unternehmen. Die Reise dauerte zehn Monate und führte über eine Distanz von 18.000 Meilen von Philadelphia über Dublin durch Afrika, Asien über Hawaii zurück in die USA und endete in New York. Für die Reise benutzten Clancy und Storey zwei Henderson-Motorräder mit 8 PS.

## Werke

### Filme
Clancy wirkte in 19 Filmen mit:
- The Adventures of Julian Raindrop (1948), als Regisseur
- Kingdom of the Wild (1947), als Regisseur
- Over the Bounding Blue with Will Rogers (1928), als Produzent und Regisseur
- Reeling Down the Rhine with Will Rogers (1928), als Produzent und Regisseur
- Exploring England with Will Rogers (1927), als Produzent und Regisseur
- Winging Around Europe with Will Rogers (1927), als Produzent u
- Prowling Around France with Will Rogers (1927), als Produzent und Regisseur
- Roaming the Emerald Isle with Will Rogers (1927), als Produzent und Regisseur
- With Will Rogers in London (1927), als Produzent und Regisseur
- Through Switzerland and Bavaria with Will Rogers (1927), als Produzent und Regisseur
- Hunting for Germans in Berlin with Will Rogers (1927), als Produzent und Regisseur
- With Will Rogers in Paris (1927), als Produzent und Regisseur
- Hiking Through Holland with Will Rogers (1927), als Produzent und Regisseur
- With Will Rogers in Dublin (1927), als Produzent und Regisseur
- Churchyards of Old America (1926), als Produzent
- The Headless Horseman (1922), als Produzent
- The Adventurous Sey (1925), als Drehbuchautor
- Six Cylinder Love (1923), als Drehbuchautor
- The Headless Horseman (1922), als Drehbuchautor

### Bücher
- „The Viking Ship“ (1927)
- „The Saga of Leif Ericsson, Discoverer of America“ (1956)